# 鹿島屋
株式会社鹿島屋（かじまや、英: Kajimaya Co., Ltd.）は、埼玉県川口市に本社を置く、石油製品販売会社である。ENEOSの大手特約店。ゴルフパートナーのフランチャイズ加盟店。コメダ珈琲店のフランチャイズ加盟店。サービスステーションは、埼玉県内に直営17店舗（2023年7月1日現在）と埼玉県内の販売店27店舗を展開。ゴルフショップは、東京都と埼玉県に6店舗（2021年9月10日現在）を展開。喫茶店は、神奈川県と東京都に2店舗（2022年2月1日現在）を展開している。

## 沿革
- 1928年（昭和3年） - 個人商店鹿島屋油部として創業。
- 1940年（昭和15年）4月 - 有限会社鹿島屋油部に改組。
- 1948年（昭和23年）10月 - 株式会社鹿島屋に改組。初代代表取締役社長として増田良助が就任。
- 1949年（昭和24年）10月 - 日本石油株式会社（現在のENEOS）と特約販売契約を締結。
- 1949年（昭和24年）12月 - 川口市本町出張所を新設。
- 1954年（昭和29年）12月 - 荒川大橋営業所を新設（日本石油《現在のENEOS》サービスステーションの埼玉県第1号店となる）。
- 1954年（昭和29年）12月 - 川越配送センターを新設。
- 1956年（昭和31年）1月 - 昭和産業株式会社（油糧）と特約販売契約を締結。
- 1959年（昭和34年）11月 - 赤羽営業所（SS名：赤羽岩淵SS）を新設。同社の東京都内拠点第1号店となる。
- 1963年（昭和38年）2月 - 本社ビル（登記上の本社である埼玉県川口市幸町）が落成。同敷地内に川口配送センターを新設。
- 1975年（昭和50年）9月 - 白岡配送センターを新設。
- 1977年（昭和52年）11月 - 揮発油販売業者登録を実施。
- 1980年（昭和55年）12月 - 資本金を1億円に増資。
- 1983年（昭和58年）12月 - 全国優秀給油所（川口営業所）通商産業省資源エネルギー庁長官賞受賞。
- 1989年（平成1年）3月 ‐ 北鴻巣営業所（SS名：パークシティ鴻巣SS）を新設（当時、同社の埼玉県内最北拠点となる）。
- 1991年（平成3年）9月 ‐ 東松山営業所（SS名：東松山インターSS）を新設（後年、セルフサービス化。同社のセルフサービスステーション第1号店となる）。
- 1992年（平成4年）2月 ‐ 関越自動車道（下り）三芳パーキングエリア営業所を新設（同社の高速道路内拠点第1号店となる）。
- 1992年（平成4年）8月 ‐ 幸手営業所（SS名：幸手中央SS→Dr.Driveセルフ幸手中央店）を新設（当時、同社の埼玉県内最東拠点となる）。
- 1996年（平成8年）4月 ‐ 笹井営業所（SS名：Dr.Drive299笹井店→Dr.DriveセルフR299笹井店）を新設（当時、同社の埼玉県内最西拠点となる）。
- 1997年（平成9年）4月 ‐ 笹目営業所（SS名：笹目南SS）を新設（当時、同社の埼玉県内最南拠点となる）。
- 2003年（平成15年）12月 ‐ 東岩槻営業所（SS名：Dr.Drive東岩槻店）をセルフサービスステーションに全面改造し、リニューアルオープン。SS名をセルフ東岩槻SSに名称変更。
- 2005年（平成17年）4月 ‐ R16狭山営業所（SS名：R16狭山SS）をカーメンテナンス対応型にリニューアルし、SS名をDr.DriveセルフR16狭山店に名称変更。同社のカーメンテナンス対応型セルフサービス第1号店となる。
- 2007年（平成19年）4月 - 車販事業部を新設し、自動車販売・買取事業に参入。
- 2007年（平成19年）4月 - 新規事業の開発、SS拠点の新規開発並びに既存営業所のリニューアル等を目的として新規事業部を新設。
- 2007年（平成19年）4月 - 経理部電算課の従来業務に営業部門の統括管理及び分析提言機能を付加して営業企画部を新設。
- 2007年（平成19年）4月 - 安行営業所（SS名：Dr.Drive安行店・フルサービス、現・スマイル川口安行営業所）を新設。
- 2007年（平成19年）5月 - 並木町営業所（現・スマイル川口並木営業所）をセルフサービスステーションに部分改造し、リニューアルオープン。SS名をセルフ並木町SS（現・セルフスマイル川口並木店）に名称変更。
- 2007年（平成19年）5月 - 同年6月に埼玉県富士見市へカーメンテナンス対応型セルフサービスステーションを新設して移転するため、所沢営業所（SS名：所沢ニュータウンSS・フルサービス）を閉店。
- 2007年（平成19年）6月 - 富士見バイパス営業所（SS名：Dr.Driveセルフ富士見B/P店、現・スマイル富士見バイパス営業所）を新設。
- 2007年（平成19年）6月 - 吉川営業所（SS名：Dr.Drive吉川店、現・スマイル吉川営業所）をカーメンテナンス対応型セルフサービスステーションに部分改造し、リニューアルオープン。SS名をDr.Driveセルフ吉川店（現・Dr.Driveセルフスマイル吉川店）に名称変更。
- 2007年（平成19年）8月 - 幸手営業所（SS名：幸手中央SS）をカーメンテナンス対応型セルフサービスステーションに部分改造し、リニューアルオープン。SS名をDr.Driveセルフ幸手中央店に名称変更。
- 2007年（平成19年）12月 - 鳩ヶ谷営業所（SS名：Dr.Drive鳩ヶ谷バイパス店、現・スマイル川口里営業所）をカーメンテナンス対応型セルフサービスステーションに全面改造し、リニューアルオープン。SS名をDr.Driveセルフ鳩ヶ谷B/P店（現・Dr.Driveセルフスマイル川口里店）に名称変更。
- 2007年（平成19年）12月 - R254川越営業所（SS名：Dr.DriveセルフR254川越店・カーメンテナンス対応型セルフサービスステーション）を新設。同営業所の新設移転に伴い、川越営業所（フルサービス）を閉店。
- 2008年（平成20年）2月 - 本社機能を仮事務所の埼玉県川口市本町へ移転。
- 2008年（平成20年）2月 - さいたま市岩槻区に岩槻配送センター（仕入部管理課配下）を新設。
- 2008年（平成20年）3月 - 上尾営業所（SS名：西上尾団地SS）をカーメンテナンス対応型セルフサービスステーションに部分改造し、リニューアルオープン。SS名をDr.Driveセルフ上尾団地店に名称変更。
- 2008年（平成20年）4月 - 法人事業の強化及び各営業所における法人顧客管理の一元化を目的として、直売部を法人営業部に名称変更。
- 2008年（平成20年）4月 - 越谷営業所（SS名：Dr.Drive越谷店、現・スマイル越谷営業所）をカーメンテナンス対応型セルフサービスステーションに全面改造し、リニューアルオープン。SS名をDr.Driveセルフ越谷中央店（現・Dr.Driveセルフスマイル越谷店）に名称変更。
- 2008年（平成20年）4月 - 入間営業所（SS名：Dr.Drive入間扇台店、現・スマイル入間営業所）をカーメンテナンス対応型セルフサービスステーションに部分改造し、リニューアルオープン。SS名をDr.Driveセルフ入間扇台店（現・セルフスマイル入間店）に名称変更。
- 2008年（平成20年）5月 - 増田晴彦社長が退任し、代表取締役副社長の増田雄一郎が社長に就任。
- 2008年（平成20年）8月 - 笹井営業所（SS名：Dr.Drive299笹井店）をカーメンテナンス対応型セルフサービスステーションに部分改造し、リニューアルオープン。SS名をDr.DriveセルフR299笹井店に名称変更。
- 2008年（平成20年）11月 - 車販事業部にアークバリア課を新設し、カーボディコーティング事業に参入。
- 2009年（平成21年）4月 - 経理部財務課を財務部に名称変更。
- 2009年（平成21年）4月 - 仕入部管理課を組織変更し、受注センター（本社所在）並びに岩槻配送センターに分割。
- 2009年（平成21年）4月 - 保険事業の強化を目的として、総務部より保険関連業務を分離し、保険課を新設。
- 2009年（平成21年）4月 - カーボディコーティング事業の強化を目的として、車販事業部よりアークバリア課を分離。
- 2009年（平成21年）5月 - ECO事業部を新設し、防犯及び太陽光発電システム、エネファーム、LED照明などの販売、施工事業に参入。
- 2009年（平成21年）9月 - 春日部中央営業所（SS名：Dr.Driveセルフ春日部中央店・カーメンテナンス対応型セルフサービスステーション）を新設。
- 2009年（平成21年）9月 - 川口グリーンセンター営業所（SS名：川口グリーンセンターSS・フルサービス）を新設。
- 2009年（平成21年）12月 - レンタカー事業（ニコニコレンタカー）に参入。第1号店として、川口営業所にて川口駅前店を展開開始。
- 2010年（平成22年）2月 - レンタカー事業で、浦和営業所（現・スマイルさいたま浦和営業所）にて浦和仲町店、大宮営業所にて大宮桜木町店をそれぞれ展開開始。（後年、スマイル蕨営業所にて蕨北町店、春日部営業所にて春日部谷原店をそれぞれ展開。）
- 2010年（平成22年）4月 - 受注センターを総務部に統合。
- 2010年（平成22年）12月 - 同年10月で閉店した小手指営業所（SS名：Dr.Drive小手指店・フルサービス）並びにR463小手指営業所（現・スマイル所沢小手指営業所）を統合する形で、R463小手指営業所をカーメンテナンス対応型セルフサービスステーションに部分改造し、リニューアルオープン。名称を小手指中央営業所（SS名：Dr.Driveセルフ小手指中央店、現・セルフスマイル所沢小手指店）に変更。
- 2011年（平成23年）4月 - 車販事業部にリペア（板金塗装）事業並びにカーメンテナンスサービス事業を付加して、カーライフ事業部に名称変更。事業所を埼玉県桶川市に設置。リペア事業は、同年9月より本格稼働。
- 2011年（平成23年）4月 - 総務部の受発注業務を営業企画部に移管。
- 2011年（平成23年）5月 - 直営SS事業を担う営業第2部をSS事業部に名称変更。
- 2011年（平成23年）5月 - 卸売事業を担う営業第1部を卸事業部に名称変更。
- 2011年（平成23年）5月 - 法人営業部門の強化を目的として、法人営業部を法人営業1部並びに法人営業2部に分割。同時に、法人営業1部に岩槻配送センターを統合し、配下に潤滑油グループ並びに配送センターを設置。法人営業2部にECO事業部及び保険課を統合し、配下にECOグループ、燃料油グループ並びに保険グループを設置。
- 2012年（平成24年）7月 - 草加中央営業所（SS名：Dr.Drive草加中央店・フルサービス）を新設。
- 2012年（平成24年）10月 - ふじみ野中央営業所（SS名：Dr.Driveセルフふじみ野中央店・カーメンテナンス対応型セルフサービスステーション、現・スマイルふじみ野営業所）を新設。
- 2012年（平成24年）10月 ‐ カーライフ事業部の事業強化及び拠点拡大を目的として、上尾営業所（SS名：Dr.Driveセルフ上尾団地店）の運営を、SS事業部から移管。
- 2013年（平成25年）4月 ‐ 桶川配送センターを新設。
- 2014年（平成26年）4月 ‐ 卸事業部を法人営業1部に統合し、法人営業1部 卸グループに名称変更。
- 2014年（平成26年）4月 ‐ 総務部並びに営業企画部を統合し、管理部に名称変更。配下に総務・人事課並びに業務管理課を設置。
- 2014年（平成26年）4月 ‐ 財務部の配下に管理会計課並びに財務会計課を設置。
- 2014年（平成26年）6月 ‐ 業務管理機能の強化を目的として、執行役員制度を導入。執行役員営業統括部長並びに執行役員業務統括部長のポストを配置。
- 2014年（平成26年）6月 ‐ 越谷4号バイパス営業所（SS名：Dr.Driveセルフ越谷4号B/P店・カーメンテナンス対応型セルフサービスステーション）を新設。
- 2015年（平成27年）4月 ‐ 管理部を総務・人事部並びに企画部に分割。法人営業2部に設置されていた保険グループの業務を企画部に移管。企画部の配下に保険課並びに業務サポート課（現・業務サポート部）を設置。管理会計課を財務部から企画部に移管し、設置。
- 2015年（平成27年）4月 ‐ スマイル鳩ヶ谷営業所（SS名：Dr.Driveセルフスマイル鳩ヶ谷店・カーメンテナンス対応型セルフサービスステーション、現・スマイル川口坂下町営業所）を新設。
- 2016年（平成28年）6月 ‐ ゴルフパートナーとフランチャイズ契約を締結。ゴルフ事業部を新設し、ゴルフ用品販売・買取事業に参入。ゴルフパートナー巣鴨店を新設。
- 2017年（平成29年）3月 ‐ スマイル富士見営業所（SS名：Dr.Driveセルフスマイル富士見店・カーメンテナンス対応型セルフサービスステーション、現・スマイル富士見下南畑営業所）を新設。
- 2017年（平成29年）4月 ‐ 直営SS事業の強化を目的として、SS事業部をSS事業1部並びにSS事業2部に分割。
- 2018年（平成30年）4月 ‐ 企画部を経営企画部に名称変更。配下に経営戦略課を設置。業務サポート課（現・業務サポート部）を分離し、単独部署とする。
- 2018年（平成30年）4月 ‐ 法人営業1部の潤滑油グループ、卸グループ及び配送センターを潤滑油課、卸課並びに配送課に、法人営業2部の燃料油グループを燃料油課にそれぞれ名称変更。
- 2018年（平成30年）11月 ‐ スマイル埼大通り営業所（SS名：Dr.Driveセルフスマイル埼大通り店・カーメンテナンス対応型セルフサービスステーション、現・セルフスマイル埼大通り店）を新設。
- 2019年（令和1年）6月 ‐ ゴルフパートナー草加店を新設。
- 2019年（令和1年）7月 ‐ ゴルフパートナー足立保木間店を新設。
- 2019年（令和1年）8月 ‐ ゴルフパートナー東川口けやき通り店を新設。
- 2019年（令和1年）10月 ‐ ゴルフパートナー南浦和店を新設。
- 2020年（令和2年）4月 ‐ 株式会社アクアメニティーを100％子会社化。
- 2020年（令和2年）4月 ‐ 経営企画部を財務部に統合。
- 2020年（令和2年）4月 ‐ 法人営業1部 配送課を同部 潤滑油課に統合。
- 2020年（令和2年）4月 - SS事業1部並びにSS事業2部の業務見直しに伴い、SSカーメンテナンス事業部並びにSS運営管理事業部に再編。
- 2020年（令和2年）5月 ‐ スマイル所沢小手指営業所がJXTGエネルギー（現在のENEOS）の展開するセルフサービスステーション向けブランドEneJet店にリニューアル。（同社のEneJetブランド第1号店）
- 2020年（令和2年）10月 ‐ スマイルさいたま浦和営業所（SS名：Dr.Driveスマイルさいたま浦和店）をシンプルセルフサービスステーションに部分改造し、リニューアルオープン。SS名をセルフスマイルさいたま浦和店に名称変更。
- 2021年（令和3年）6月 - スマイルさいたま浦和営業所の隣接地にゴルフパートナーさいたま浦和店を新設。
- 2021年（令和3年）8月 - スマイルさいたま浦和営業所内にENEOS Laundryスマイルさいたま浦和店を併設。（同社のENEOS Laundry第1号店）
- 2021年（令和3年）9月 - ゴルフパートナーさいたま見沼店を新設。
- 2021年（令和3年）11月 - スマイルさいたま田島営業所（SS名：セルフスマイルさいたま田島店・シンプルセルフサービスステーション）を新設。
- 2021年（令和3年）11月 - コメダ珈琲店とフランチャイズ契約を締結。カフェ事業部を新設し、喫茶事業に参入。コメダ珈琲店京急川崎駅前店を新設。
- 2022年（令和4年）2月 - コメダ珈琲店赤羽東口店を新設。
- 2022年（令和4年）8月 - スマイルさいたま田島営業所を全面改造し、リニューアルオープン。同営業所内にENEOS Laundryスマイルさいたま田島店を併設。
- 2022年（令和4年）11月 - スマイル鳩山今宿営業所（SS名：セルフスマイル鳩山今宿店・シンプルセルフサービスステーション）を新設。
- 2023年（令和5年）2月 - スマイルさいたま南浦和営業所（SS名：セルフスマイルさいたま南浦和店・カーメンテナンス対応型セルフサービスステーション）を新設。